# 6월의 동화
《6월의 동화》는 MBC TV에서 방영되었던 문화방송 특집드라마이다.

## 출연진
- 백윤식
- 오미연
- 유인촌